# Fahima Mirzaie
Fahima Mirzaie   (Afeganistão, 1996) é uma bailarina, professora de dança e ativista pelos direitos das mulheres afegãs, residente na França. Em dezembro de 2021, faz parte da lista das 100 Mulheres mais influentes do mundo da BBC.

## Biografia
Fahima Mirzaie é a única mulher afegã dervixe que pratica o semazen, um tipo de meditação própria do sufismo, consistente numa dança onde os praticantes realizam movimentos de rotação sobre seu próprio eixo. O semazen ou "rotação dervix" faz parte da cerimônia do Samà.
Fahima fundou uma escola mista de dança sufí, chamada Shohod Arefan. No início de 2021, o governo afegão proibiu as meninas em idade escolar de participar atividades de dança e canto. No retorno do talibã naquele verão, Fahima teve de fugir do seu país, sob acusações de heresia e pelo não-cumprimento da xaria, que não permite que as mulheres realizem o semazen. Desde Setembro de 2021, está exilada na França.
A história de Fahima faz parte do documentário da BBC titulado Farewell my Afghanistan (Kawoon Khamoosh, 2021).